# Vilanova de la Barca
Vilanova de la Barca és un municipi de la comarca del Segrià.

## Història
El poble està situat a la riba esquerra del riu Segre ben a prop de la zona de desguàs del riu Corb. Gairebé la totalitat de les terres cultivables del seu terme són d'horta. Vilanova té l'origen en l'encastellament endegat pel comanador de Gardeny i Corbins amb la intenció de reunir la gent de dos poblats veïns, Aguilar i Castellpagès, i captar-ne de nous. Encara que no se sap exactament el moment en què s'instal·là la població, el cert és que el procés ja devia estar en marxa l'any 1212, quan el comanador o preceptor de Corbins i Gardeny, Ramon Berenguer d'Àger, amb consentiment de Guillem d'Anglesola i de Ramon de Granyena, concedí a la nova població –l'actual Vilanova de la Barca– una carta de població i franqueses. Aquesta carta, que reflecteix l'esperit liberalitzant de la carta de Lleida, eximia, entre altres beneficis, els seus pobladors d'alguns mals usos; també es donava el dret al trànsit gratuït amb la barca que posarien els templers, o a instal·lar-ne una pel seu compte si ho desitjaven. Les concessions continuaren: l'any següent, amb un clar intent de captar població, el rei Pere el Catòlic concedí a la vila el privilegi de celebrar mercat setmanal cada dimecres, i una fira anual de vuit dies a mig agost; d'aquesta manera es pretenia organitzar econòmicament i socialment la comanda de Corbins beneficiant el comanador, ja que aquest com a "senyor del mercat" li eren atorgats una sèrie de beneficis que corresponien al rei, com les lleudes lleuda, els teloneus (contribucions) i altres.

## Geografia
- Llista de topònims de Vilanova de la Barca (Orografia: muntanyes, serres, collades, indrets..; hidrografia: rius, fonts...; edificis: cases, masies, esglésies, etc).

## L'antiga parroquial de Santa Maria

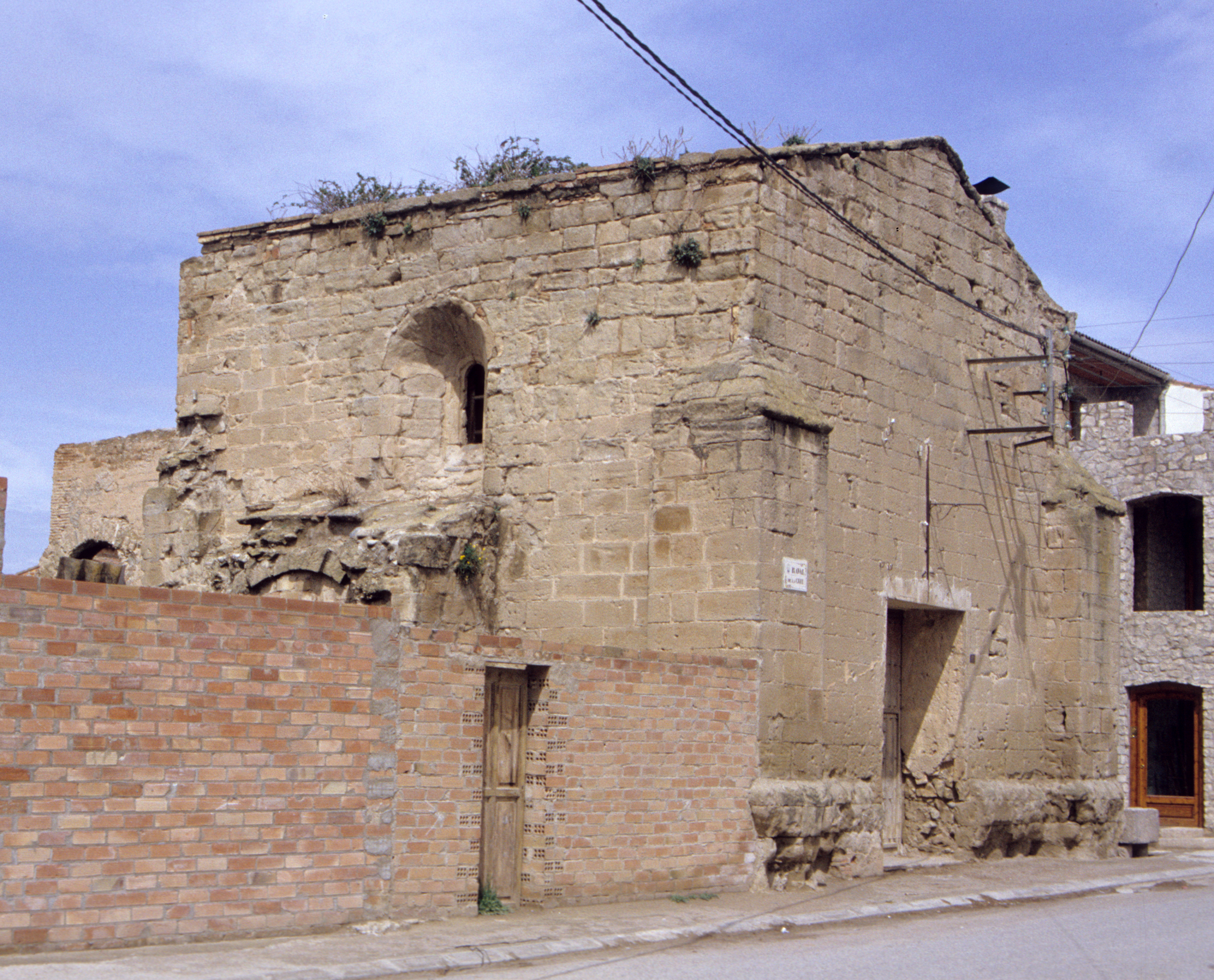
Vilanova de la Barca (Segrià). Antiga església parroquial de Santa Maria, any 2000.

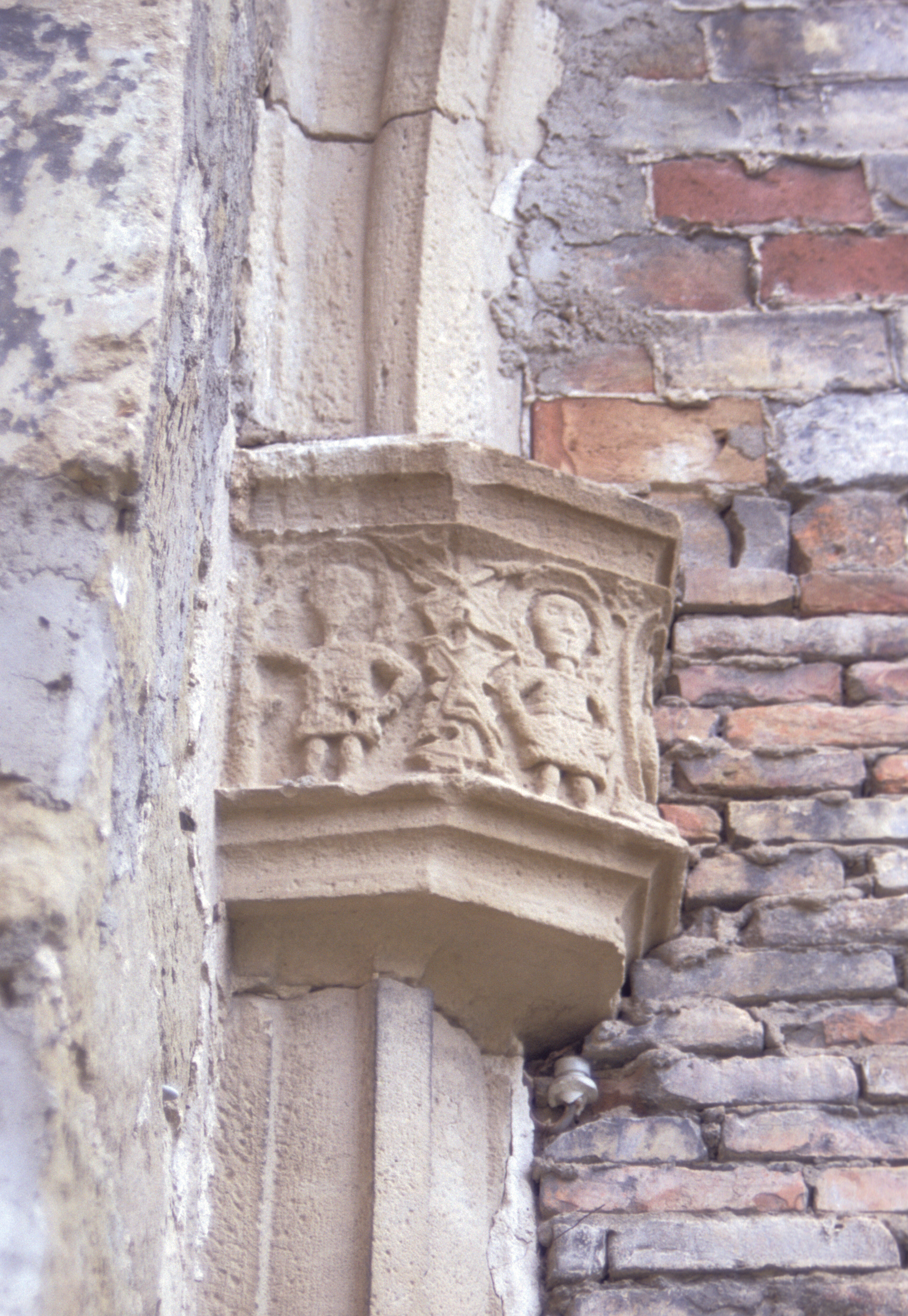
Vilanova de la Barca (Segrià). Antiga parroquial de Santa Maria. Capitell del presbiteri, any 2000.

En fundar-se la població a començaments del segle xiii, devien construir el temple parroquial de Santa Maria sota els auspicis dels senyors del lloc. Tanmateix, l'església fou incorporada a la sagristia de Lleida Aquesta església, amb algunes modificacions dels segles XVI i XVIII, arribà a l'època actual, però la Guerra Civil espanyola de 1936‑1939 fou especialment dura en aquelles contrades i el temple quedà pràcticament enderrocat, només se'n salvà la capçalera i trossos dels altres murs. No fou reconstruït i resta avui en aquell estat lamentable, amb la capçalera convertida en magatzem municipal.
El temple que arribà a l'any 1939 tenia una planta molt particular per causa de les modificacions que, per donar-li més cabuda, li foren practicades amb els anys; feia 25 m de llarg per uns 16 m d'ample. Al costat de migdia es conserva part del mur primitiu, que era molt gruixut i tenia contraforts laterals (se'n veu un a tramuntana i dos a migdia, encara que aquest costat està molt enderrocat i no es pot precisar). El material emprat en aquests murs és el carreu mitjà de pedra ben tallada i aparellada a trencajunts. El presbiteri és l'únic element que conserva la coberta, una volta de creueria tardana –potser del XVI segons indiquen els sòcols dels arcs doblers–. Té capelletes laterals amb volta de canó apuntada perpendicular a l'eix del temple. A la de migdia hi ha una finestra de punt rodó i doble esplandit típicament romànica. A vuit metres del peu, al costat de migdia es conserva una porta de punt rodó construïda amb gros dovellatge, la qual estava cegada de molts anys enrere i gairebé envaïda per un contrafort. Per les mides no sembla que hagués estat una porta per entrar al temple des del carrer, sinó més aviat una comunicació amb un edifici lateral que ara no existeix.
Del que resta en peu del temple, que a més pertany a l'edifici antic, és especialment interessant la capçalera i el seu sistema de contraforts. Com s'ha dit, és plana, formada per un mur ample i despullat que superiorment forma l'angle del doble vessant de la teulada on queden vestigis d'una cornisa sense permòdols. En els anys en què fou convertida en magatzem municipal li fou oberta una porta al bell mig. Els contraforts estan col·locats reforçant els dos angles. Són prismàtics de secció quadrada amb coronaments piramidals que arriben a dos terços de l'altura dels murs laterals i en la base formen un sòcol ressaltat d'un metre d'altura que continua tota la capçalera i potser feia el mateix pels murs laterals. Aquest curiós sistema de contraforts resulta insòlit en l'arquitectura romànica del nostre país, però no ho és en les esglésies del migdia francès. Aquests detalls, en una església construïda sota la influència del comanador de Gardeny‑Corbins, a començaments del segle xiii, posen en evidència, una vegada més, la probabilitat que en aquests treballs hi haguessin tingut un paper destacat grups de picapedrers occitans; potser els mateixos que treballaren a Gardeny i a la Seu Vella de Lleida.
A partir del que queda, doncs, pensem que l'església de Vilanova originàriament devia ser un temple d'una nau amb capçalera plana i amb contraforts als murs laterals, a més dels angulars de la capçalera. La nau era coberta amb volta de canó apuntat, d'aquí la necessitat dels contraforts, amb finestres laterals, i potser també en el frontispici i la capçalera, totes d'arc de mig punt amb doble esqueixada. El frontispici era ample i llis, potser flanquejat per contraforts, com a l'església del castell de Gardeny, i coronat per un campanar de cadireta.

## Demografia
| 1497 f | 1515 f | 1553 f | 1717 | 1787 | 1857 | 1877 | 1887 | 1900 | 1910 |
| ------ | ------ | ------ | ---- | ---- | ---- | ---- | ---- | ---- | ---- |
| 35     | 42     | 60     | 96   | 408  | 628  | 675  | 730  | 779  | 799  |

| 1920 | 1930 | 1940 | 1950  | 1960 | 1970 | 1981 | 1990 | 1992 | 1994 |
| ---- | ---- | ---- | ----- | ---- | ---- | ---- | ---- | ---- | ---- |
| 820  | 878  | 755  | 1.030 | 992  | 976  | 889  | 907  | 883  | 883  |

| 1996 | 1998 | 2000 | 2002 | 2004 | 2006 | 2008 | 2010 | 2012  | 2014  |
| ---- | ---- | ---- | ---- | ---- | ---- | ---- | ---- | ----- | ----- |
| 962  | 923  | 921  | 905  | 939  | 1122 | 1197 | 1231 | 1.160 | 1.120 |

| 2016  | 2018  | 2020  | 2022  | 2024  | 2026 | 2028 | 2030 | 2032 | 2034 |
| ----- | ----- | ----- | ----- | ----- | ---- | ---- | ---- | ---- | ---- |
| 1.054 | 1.039 | 1.088 | 1.110 | 1.107 | -    | -    | -    | -    | -    |

## Llocs d'interès
- El Tanc (T-26) aparegut després de la riuada del 8 de novembre de 1982.[4]